# Gorge (Schlucht)
Gorge ist ein französisches und englisches Toponym für ein Engtal und auch Ortsname. Naturgemäß ist es als Bestandteil auch in Namen von Brücken und Staudämmen bzw. -seen verbreitet, wie auch in denen von Naturschutzgebieten und Verkehrslinien (die sich auch in der hier angegebenen Liste finden).

## Namenkunde
Gorge steht für deutsch Klamm, Schlucht, aber auch Tobel und andere Engtalformen. Im britischen Englisch steht es auch für amerikanisch Canyon, das im geologischen Gebrauch für eine spezifische Kerbtal-Form reserviert ist. Französisch findet es sich in Namen meist in der Pluralform Gorges im Sinne „Stromschnellen“, „Engpass“, „Schluchtensystem“.
Zweite Hauptbedeutung ist aber „Gurgel“, Kehle.
Es ist schon im Mittelenglisch zu finden, als Lehnwort aus dem Altfranzösisch, und stammt vom lateinischen gurga, das auch den deutschen Worten „Gurgel“ und „gurgeln“ zugrunde liegt (vergl. ital. gorgo „Strudel“, „Wirbel“; gorgoliare „gurgeln“, „brodeln“, „blubbern“). Stammform ist vermutlich lat. gurges „Wasserwirbel“ (englisch whirlpool), „Schlund“ (engl. abyss). Deutsch steht „Schlund“ als germanisch-stämmige Entsprechung in diesen beiden Bedeutungen: Pharynx, Rachen (Anatomie) und Schlund (Geologie).

## Verbreitung
Gorge(s) ist in Frankreich und der Schweiz häufig, in England, den USA wie auch anderen englischsprachigen Ländern verbreitet.

## Liste der Engtäler

### Frankreich
- Gorges de l’Ardèche an der Ardèche im Département Ardèche
- Gorges d'Arly
- Gorges de l'Arondine
- Gorges de l’Aveyron et de la Grésigne
- Gorges de la Baume, ein Nebenfluss der Ardèche
- Gorges de la Bourne an der Bourne und im Regionalen Naturpark Vercors des Départements Isère
- Gorges de la Cèze an der Cèze im Département Languedoc-Roussillon
- Gorges du Chambon
- Gorges du Cians
- Gorges de Daluis
- Gorges d'Engins im Vercors
- Gorges du Fier
- Gorges de la Fou
- Gorges de Galamus an der Agly zwischen den Départements Aude und Pyrénées-Orientales
- Gorges des Gats im Vercors
- Gorges du Guiers Mort im Vercors
- Gorges de l’Hérault am Hérault im Département Hérault
- Gorges d’Héric, Wasserfälle bei Mons im Département Hérault
- Gorges de l'Infernet
- Gorges de la Jonte an der Jonte im Département Lozère
- Gorges du Loup an der Loup im Département Alpes-Maritimes
- Gorges du Meaudret im Vercors
- Gorges du Nan im Vercors
- Gorges de la Nesque an der Nesque im Département Vaucluse
- Gorges de l’Oignin
- Gorges du Pont du Diable
- Gorges du Tarn an der Tarn im Département Lozère
- Gorges du Verdon an der Verdon im Département Alpes-de-Haute-Provence
- Gorges de la Vis an der Vis im Département Gard

sowie:
- Gorges de la Riviere Noire im Black-River-Gorges-Nationalpark in Mauritius

### Schweiz
- Gorges de l’Areuse
- Gorges du Chauderon
- Gorges de la Douanne
- Gorges du Durnand
- Gorges de Moutier
- Gorges de l’Orbe
- Gorges du Pichoux
- Gorges du Taubenloch
- Gorges du Trient

### England
- Cheddar Gorge, in der Nähe des Dorfes Cheddar in den Mendip Hills in Somerset
- Lydford Gorge in der Grafschaft Devon

### Neuseeland
- Mangapurua Gorge nahe der Bridge to Nowhere, Nordinsel
- Karangahake Gorge auf der Nordinsel
- Manawatu Gorge verläuft zwischen der Ruahine Range und der Tararua Range auf der Nordinsel
- Taieri Gorge mit der Taieri Gorge Railway, eine Museumsbahnlinie ausgehend von Dunedin auf der Südinsel

### Australien
- Western Australia
- Dales Gorge, Hammersley Gorge, Kalamina Gorge, Yampire Gorge, Hancock Gorge, Joffre Gorge, Weano Gorge, Knox Gorge and Red Gorge im Karijini-Nationalpark
- Charles Knife Gorge and Shothole Gorge im Cape-Range-Nationalpark
- Windjana Gorge in Windjana-Gorge-Nationalpark
- Wittenoom Gorge

- Northern Territory
- Finke Gorge im Finke-Gorge-Nationalpark
- Katherine Gorge im Nitmiluk-Nationalpark
- Ellery Gorge, Glen Helen Gorge, Redback Gorge, Ormiston Gorge im West-MacDonnell-Nationalpark

- Queensland
- Barron River Gorge bei Cairns
- Mossman Gorge im Daintree-Nationalpark

### Vereinigte Staaten
- Columbia River Gorge, die weite Felsenschlucht des Columbia River in Oregon und Washington
- Flaming Gorge, mit dem Flaming Gorge Reservoir im US-Bundesstaat Wyoming und Utah
- New River Gorge des New River in West Virginia, mit der New River Gorge Bridge
- Red River Gorge am Red River in Kentucky
- Royal Gorge des Arkansas River im US-Bundesstaat Colorado, mit der Royal Gorge Bridge, der höchsten Brücke der Welt

### Weitere Staaten
- Stieglers Gorge im Selous Wildschutzgebiet in Tansania (Ostafrika)

### Bekannte Exonyme
Bekannte fremdsprachige Bezeichnungen:
- Three Gorges Dam Project für chinesisch 三峽大壩 / 三峡大坝, Pinyin Sānxiá Dàbà, deutsch „Drei-Schluchten-Damm“ am Jangtsekiang in der Volksrepublik China